# Caenopedina pulchella
Caenopedina pulchella is een zee-egel uit de familie Pedinidae.
De wetenschappelijke naam van de soort werd in 1907 gepubliceerd door Alexander Agassiz & Hubert Lyman Clark.